# موريس دوغان
موريس دوغان (بالإنجليزية: Maurice Duggan)‏ هو كاتب نيوزيلندي، ولد في 25 نوفمبر 1922 في أوكلاند في نيوزيلندا، وتوفي في 11 ديسمبر 1974.